# Давыденко, Владимир Владимирович
Влади́мир Влади́мирович Давыде́нко (род. 20 мая 1953, Москва) — российский композитор.

## Биография
Владимир Давыденко родился 20 мая 1953 года в Москве. В 1972 году окончил теоретико-композиторский факультет Академического музыкального училища при Московской консерватории, в 1977 году — композиторский факультет Московской консерватории (класс Карена Хачатуряна).
С 1977 по 1987 год работал в музыкальной редакции Гостелерадио СССР, заведовал отделом. Руководитель ансамбля «Панорама», принял участие в записи музыки к фильму «Баллада о спорте». Занимался производством музыкально-развлекательных программ. Принимал участие в создании новогодних голубых огоньков, передач режиссёра Евгения Гинзбурга «Новогодний аттракцион», «Утренняя почта», «Вечер Boney M. в концертной студии Останкино» и других. Был уволен из редакции после того, как в эфире «Утренней почты» прозвучала запрещённая композиция.
В 1987 году по приглашению друга Владимира Молчанова стал музыкальным редактором и композитором его авторской программы «До и после полуночи», где трудился вплоть до её закрытия в 1991 году.
С 1993 по 1995 год работал в компании «Рейтер», затем перешёл в телекомпанию «REN-TV».
С 1995 по 2011 год являлся музыкальным продюсером, руководителем дирекции музыкального вещания «REN-TV» (позже — «РЕН ТВ»). Музыкальный продюсер Всемирной Молодёжной Музыкальной премии «Crystal Note» 1997 года при содействии Art/Science Achievment Foundation (Майами, Флорида).
Пишет музыку для театра, телевидения и кино. Песни на музыку Владимира Давыденко исполняли Павел Смеян, Алла Пугачёва, Николай Носков. Трижды лауреат премии «ТЭФИ». Член Союза кинематографистов России.

## Творчество

### Спектакли
Театр Антона Чехова, реж. Леонид Трушкин:
- 1991 — «Там же, тогда же»;
- 1992 — «Сирано де Бержерак»;
- 1993 — «Чествование», спектакль удостоен премии «Золотой Остап»;
- 1994 — «Гамлет»;
- 1996 — «Игрушечный побег»;
- 1997 — «Недосягаемая»;
- 2011 — «Крутые виражи»[5];
- 2014 — «Забор»;
- 2015 — «По особым случаям»;
- 2017 — «Игрушечный побег» (реж. И. Хуциева);
- 2019 — «На посадку»[6]

Также Владимир Давыденко создал музыкальное оформление следующих спектаклей:
- 1988 — «Геркулес и Авгиевы конюшни» (реж. К. Райкин) — театр «Сатирикон»
- 1991 — «Голый король» (реж. К. Райкин) — театр «Сатирикон»
- 1994 — «Пигмалион» (реж. Г. Волчек) — театр «Современник»
- 2016 — «По ту сторону полуночи» (реж. Олег Масленников-Войтов) — театр им. Маяковского

### Фильмография
1. 1980 — Песни войны — сценарист, исполнитель
2. 1982—2004 — Ералаш[7]
3. 1983 — Этот негодяй Сидоров
4. 1983 — Набат
5. 1985 — Пропал Петя-петушок (м/ф)
6. 1985 — Танцы на крыше
7. 1986 — Государственная граница. Год сорок первый
8. 1986 — Опасный приз (короткометражный)
9. 1986 — Название неизвестно — проверить (м/ф)
10. 1986 — «Переменка» (выпуск 5). «Не поделили» (м/ф)
11. 1986 — «Весёлая карусель» (выпуск 17). «Состязание» (м/ф)
12. 1987 — Остров погибших кораблей
13. 1987 — Публикация
14. 1989 — Армения. Семь дней ада (д/ф)
15. 1990 — Семья вурдалаков
16. 1992 — Глаза
17. 1993 — Великий муравьиный путь
18. 1993 — Пистолет с глушителем
19. 1994 — Простодушный
20. 1994 — Чёрные береты
21. 1997 — Маленькая принцесса
22. 1998 — Привет от Чарли-трубача
23. 2000 — Чёрная комната (серия «21:00»)
24. 2001 — Игры в подкидного
25. 2001 — Гипноз
26. 2001 — Чуча-2 (м/ф; аранжировщик)
27. 2002 — Упасть вверх
28. 2004 — Чудеса в Решетове
29. 2004 — Карусель
30. 2005 — Стая
31. 2005 — От 180 и выше
32. 2006 — Капитанские дети
33. 2006 — Четыре таксиста и собака-2
34. 2008 — Галина
35. 2008 — Знахарь
36. 2008 — Москва улыбается
37. 2008 — Преступная страсть
38. 2009 — Выхожу тебя искать
39. 2009 — Желание
40. 2009 — Мужчина в моей голове
41. 2010 — Зоя
42. 2010 — Банды
43. 2011 — Жизнь и приключения Мишки Япончика
44. 2011 — Фурцева. Легенда о Екатерине
45. 2011 — Отражение
46. 2011 — Группа счастья
47. 2011 — Хранимые судьбой
48. 2012 — Бабье царство
49. 2012 — Отдам котят в хорошие руки
50. 2012 — Четверг, 12
51. 2013 — Клянёмся защищать
52. 2013 — Вверх тормашками
53. 2013 — Процесс
54. 2014 — Дедушка моей мечты
55. 2014 — Волчье солнце
56. 2014 — Любовь прет-а-порте
57. 2014 — Долгий путь домой
58. 2014 — Контуженый, или Уроки плавания вольным стилем
59. 2014 — Модель счастливой жизни
60. 2015 — Бабий бунт, или Война в Новосёлково
61. 2016 — Это наши дети!
62. 2016 — Дом на краю леса
63. 2016 — Семейные обстоятельства
64. 2017 — Зорге
65. 2017 — За пять минут до января
66. 2018—2019 — Старушки в бегах
67. 2020 — Брак понарошку
68. 2021 — Всё как у людей
69. 2021 — Старушки в снегах
70. 2021 — Арбатские тайны
71. 2024 — Смотри на меня!

### Телевидение
1. 1987 — До и после полуночи
2. 1993 — Чтобы помнили
3. 1994 — До и после… (в 2004—2006 годах — аранжировка использовалась в заставке программы «Новости 24» на REN-TV)
4. 1994 — Час пик[8]
5. 1995 — Русский проект
6. 1996 — Карданный вал
7. 1996 — Артист совсем не то же, что актёр… (документальный фильм)
8. 1997 — Записки из мёртвого дома (документальный фильм)
9. 1997 — 2011 годы — межпрограммное оформление REN-TV (с 2006 — «РЕН ТВ»)
10. 1997 — Реноме
11. 1998 — Третий лишний
12. 1999 — Пять вечеров с Владимиром Спиваковым (премия «ТЭФИ-99», руководитель проекта)
13. 2000 — Большая политика
14. 2000 — 2011 годы — Новости 24
15. 2000 — 2003 годы — Военная тайна с Игорем Прокопенко
16. 2001 — И все поют стихи Булата… (премия «ТЭФИ-2001», руководитель проекта)
17. 2001 — Без галстука
18. 2001 — Обратный отсчёт
19. 2002 — Большие деньги
20. 2003 — Всё о жизни с Михаилом Веллером
21. 2003 — Неделя
22. 2003 — Отражение
23. 2003 — Неголубой огонёк (премия «ТЭФИ-2004», руководитель проекта)
24. 2004 — Честная игра
25. 2004 — Криминальное чтиво
26. 2005 — День домино
27. 2006 — 2009 годы — Путешествия натуралиста
28. 2006 — 2010 годы — Музыкальный канал
29. 2006 — Громкое дело
30. 2006 — Частные истории
31. 2006 — 2017 годы — Званый ужин
32. 2006 — Супербокс на РЕН ТВ
33. 2007 — Секретные истории
34. 2007 — Звёзды спорта
35. 2007 — Гран-при
36. 2007 — Детективные истории
37. 2007 — Фантастические истории
38. 2008 — Три угла с Павлом Астаховым
39. 2008 — Выжить в мегаполисе
40. 2008 — Шаги к успеху
41. 2008 — Пять историй
42. 2009 — Реальный спорт
43. 2009 — Нереальная политика
44. 2009 — Заметки натуралиста
45. 2010 — Честно
46. 2010 — Давай попробуем?
47. 2011 — Чистая работа
48. 2011 — Семейные драмы
49. 2012 — Дети отцов
50. 2015 — Иннокентий Смоктуновский. За гранью разума (документальный фильм)
51. 2015 — Жанна Прохоренко. «Оставляю вам свою любовь…» (документальный фильм)
52. 2015 — Вера Васильева. Нечаянная радость (документальный фильм)
53. 2015 — Нонна Мордюкова. Душа нараспашку (документальный фильм)
54. 2016 — Любовь Казарновская. «У моего ангела есть имя» (документальный фильм)
55. 2016 — Дмитрий Шостакович. Я оставляю сердце вам в залог (документальный фильм)
56. 2018 — Наталья Гвоздикова. Рождённая любить. Рождённая прощать (документальный фильм)
57. 2019 — Александра Пахмутова. Без единой фальшивой ноты (документальный фильм)